# Tere-Chol'skij kožuun
Il Tere-Chol'skij kožuun (in russo Тере-Хольский кожуун?; in tuvano: Тере-Хөл кожуун) è un distretto della Repubblica di Tuva, nella Siberia Orientale. Occupa una superficie di 10 050 chilometri quadrati, è suddiviso in 4 sumon, ospita una popolazione di circa 1 944 abitanti e ha come capoluogo il villaggio di Kungurtug.